# 朱由𣡿
朱由𣡿（？—？），江西建昌府南城縣人，明朝益王宗室、政治人物。

## 生平
朱由𣡿是天啟四年（1624年）江西鄉試舉人，天啟五年（1625年）乙丑科會試中副榜，曾請求特許殿試但未獲准。崇禎十六年（1643年）任惠安知縣。明朝滅亡後，全家殉國。

## 引用
1. ↑  康熙南城縣志卷10葉31
2. ↑  《玉堂薈記·卷下》：舉人朱由𣡿，以會試副榜，求準殿試，此宜允而不允。
3. ↑  嘉慶惠安縣志民國重刊本卷2葉27